# Briggsia speciosa
Briggsia speciosa là một loài thực vật có hoa trong họ Tai voi. Loài này được (Hemsl.) Craib mô tả khoa học đầu tiên năm 1920.